# HD 25165
HD 25165，又名BD-12 766，SAO 149299、HR 1235，是一颗恒星，视星等为5.6，位于銀經204.2，銀緯-43.75，其B1900.0坐标为赤經3h 54m 48.7s，赤緯-12° -43.75′ 28″。